# Fischergalgen

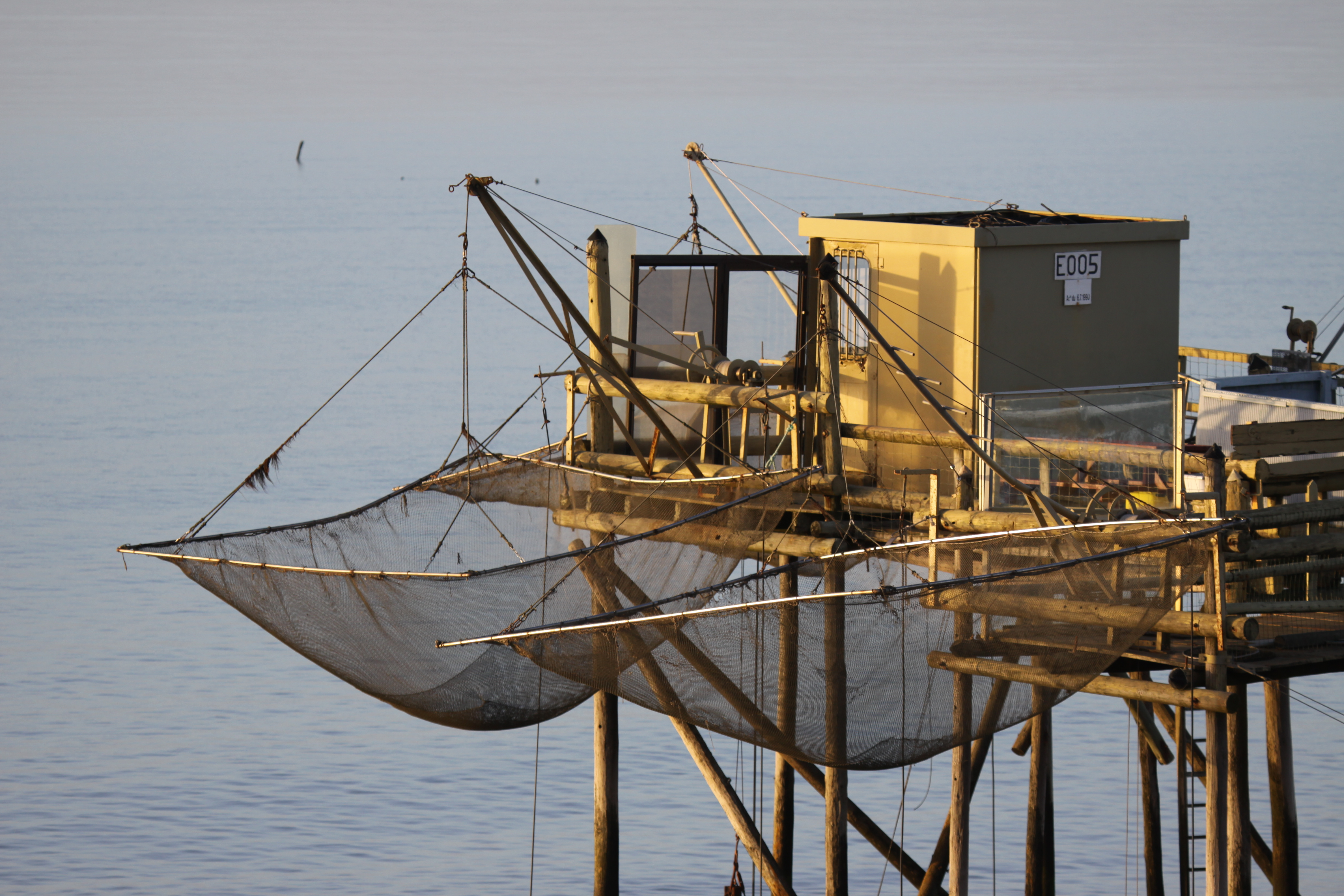
Fischergalgen im Département Charente-Maritime an der Atlantikküste

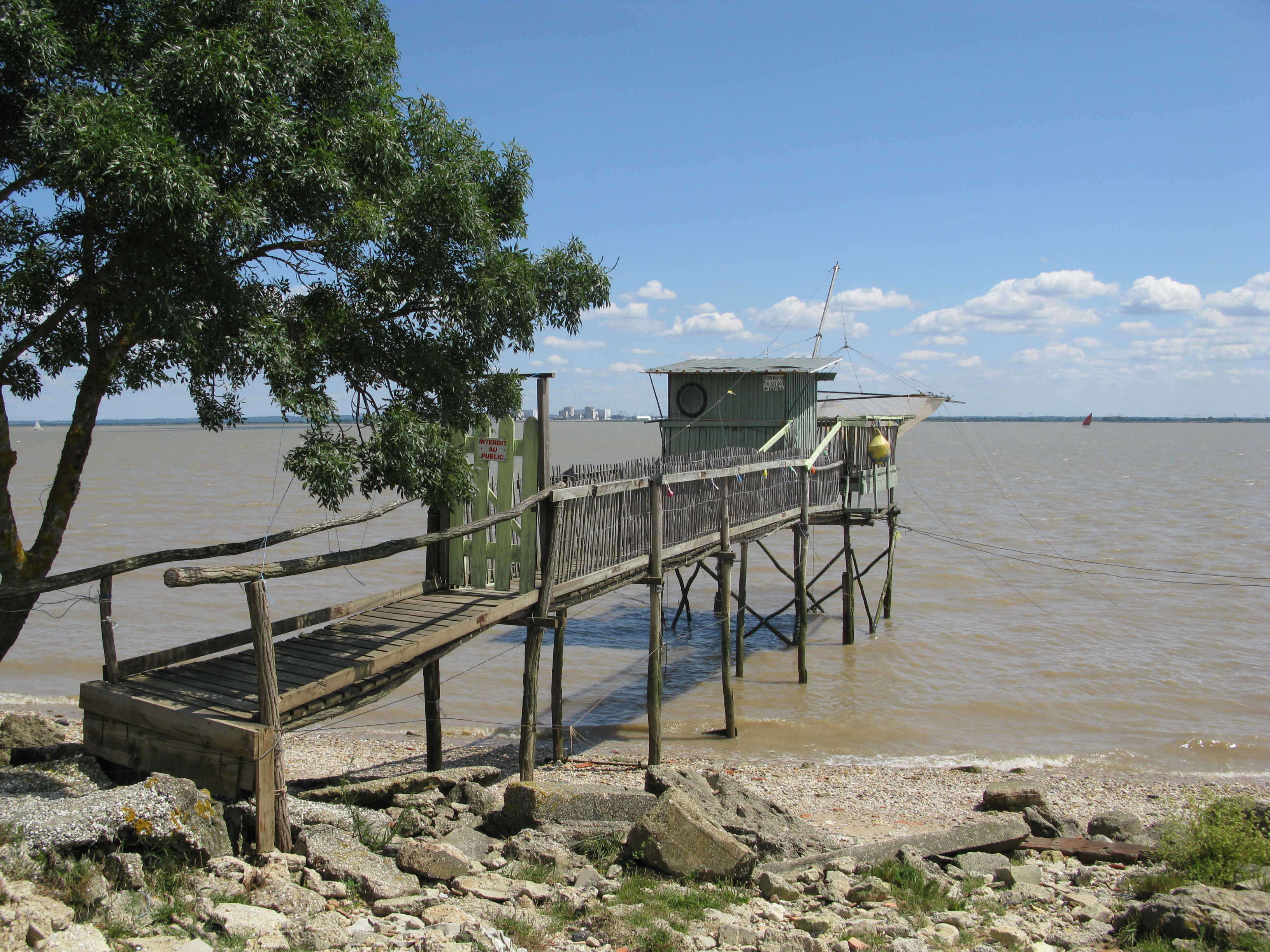
Fischergalgen im Girondeästuar

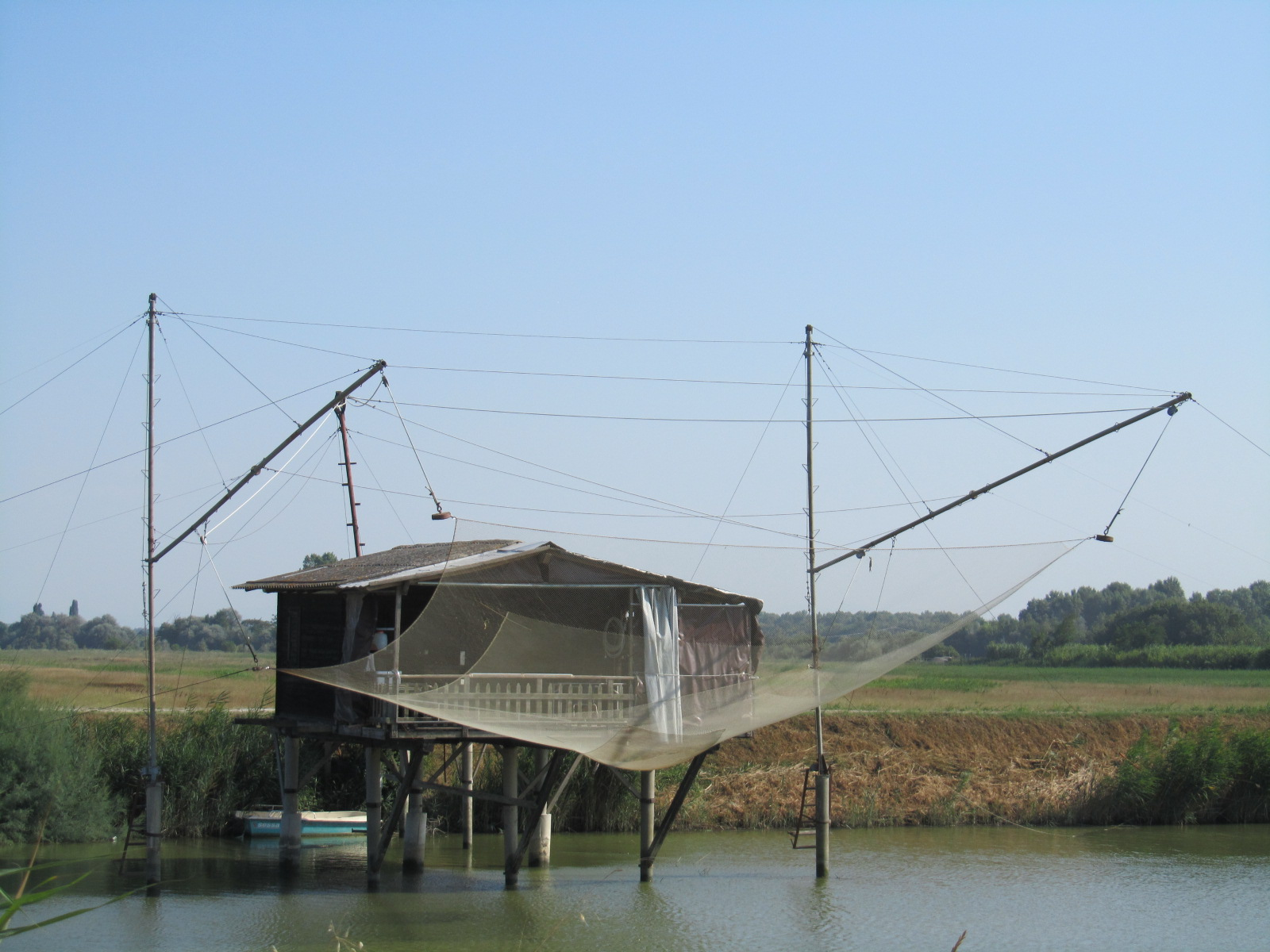
„Bilancione da pesca“ im Po-Delta bei Ravenna

Der Fischergalgen (auch Fischwaage genannt) ist eine mechanische Vorrichtung, um ein großes Senknetz zum Fischen in das Gewässer zu setzen und es dann leichter herauszuheben.
Früher wurden sie auch Fischwoog oder Salmenwaage genannt (Woog bedeutet die tiefste Wasserstelle und weist auf den Standort der Geräte; Salm ist eine historische europäische, aus ihrem lateinischen Namen abgeleitete Bezeichnung für Lachse). Woogfischerei auf Lachse wurde nachts betrieben. Der Fischergalgen ist die jüngere Version der Fischwaage, ein bereits im Mittelalter häufiges Fanggerät.

## Historie am Hochrhein
Eine so genannte Herrschaftswaage beim Burgkastell „Stein“ in Rheinfelden wird im Jahre 1303 urkundlich erwähnt. Das älteste Schweizer Dokument, das eine Fischwaage in Basel erwähnt, stammt aus dem Jahr 1333. Die erste Erwähnung eines Fischergalgens datiert hingegen von 1889. Fischergalgen wurden im 19. Jahrhundert am Hochrhein zwischen Laufenburg und Basel an günstigen Stellen in großer Zahl errichtet. Um mit dieser Technik erfolgreich zu sein, mussten bestimmte Voraussetzungen erfüllt sein: Vor dem Bau der Staustufen zur Nutzung der Wasserkraft floss der Hochrhein bis Basel wesentlich schneller. Dem wichen die Fische in die Ufernähe aus und dümpelten in den Flachwässern zwischen den (teilweise künstlich angelegten) Kiesbänken zum Beispiel auf der Kleinbasler Seite. Der Biologe Daniel Küry beziffert die heutige Fischfauna im Basler Rheinabschnitt auf 37 Arten. Das sind etwa so viele wie zu Beginn des 20. Jahrhunderts.
Der zunehmende Ausbau von Fischergalgenhütten zu wetterfesten komfortablen kleinen Wochenendhäusern veranlasste die Schweizer Behörden im Jahre 1942, Bauvorschriften für Fischergalgen zu erlassen.

## Sonstige weltweite Verbreitung
Fischergalgen (französisch Pêche au carrelet auch als Cabanes de pêcheurs) stehen an der Atlantikküste Frankreichs (Garonne, Île Madame) und in Afrika etwa in Kamerun oder Marokko. Es gibt sie in Indien als so genannte Chinesische Fischernetze (siehe Weblink). An der italienischen Adria Trabucchi (singul. Trabucco) in der Emilia-Romagnan "Bilancione da pesca" genannt, stehen sie seit dem 14. Jahrhundert. In Teilen Österreichs sind sie als Daubel bekannt.
Die bis zum Ausbleiben massenhafter Lachswanderungen an Mittel- und Niederrhein stark verbreitete Salmwippe oder Wooge funktionierte ähnlich, jedoch war das oft größere Hebenetz an zwei bis vier Schwebebäumen befestigt, die auf fest am Ufer vertäuten großen flachen Booten errichtet und so vorgespannt wurden, dass sie auf Hebelbetätigung hochschnellten und durchziehende Salme fangen konnten.